# Lysmata debelius
El camarón limpiador escarlata (Lysmata debelius) es una especie de camarón de la familia Lysmatidae, orden Decapoda. 
Es una gamba omnívora, que se alimenta generalmente de parásitos y tejidos muertos. Se ha podido observar que los peces con parásitos acuden a "estaciones de limpieza" en los arrecifes. Allí ciertas especies de peces y varias especies de camarones limpiadores acuden en gran cantidad a ayudar a los peces infestados pudiendo incluso entrar en la boca y hasta en la cavidad de las agallas, sin ser devorados.
El nombre de la especie es en homenaje a Helmut Debelius, biólogo marino y autor de diversos libros sobre fauna marina, que capturó y envió individuos de la desconocida especie para su identificación zoológica.

## Morfología
Como indica su nombre común, predomina en su cuerpo el color rojo escarlata. Además, su cefalotorax se ve adornado por la presencia de diversos puntos blancos brillantes. Estos pequeños topos junto a la coloración también blanca de antenas y patas forman una atractiva librea.
Llega a vivir 3 años aproximadamente.
Tamaño: Hasta 6 cm.
Normalmente sufre una muda cada  3–8 semanas. La muda será llevada a cabo normalmente por la noche, se colocará sobre su espalda y se liberará del exoesqueleto antiguo para dejar expuesto el nuevo, con lo que comenzará el periodo de endurecimiento del mismo que se prolongará a lo largo de varias horas. 

## Alimentación
Omnívoro, se alimenta de los parásitos y bacterias de otros peces y también de restos orgánicos y detritos.

## Hábitat y distribución
Arrecifes de coral y rocosos. Submareal. Pendiente de arrecife exterior. Vive en cuevas y grietas, así como pecios. Suele vivir en pareja. Su distribución geográfica abarca el Indo-Pacífico tropical.
Profundidad: De 8 a 25 m.  

## Reproducción
Las gambas limpiadoras son hermafroditas, poseen los órganos sexuales masculinos y femeninos. El espécimen más grande hace generalmente la función de hembra. 
La estrategia reproductiva ha sido bastante enigmática: aunque su naturaleza es hermafrodita, se necesita al menos de dos individuos para que la reproducción se produzca. Si bien cada ejemplar es capaz de producir huevos y espermatozoides, cada uno usa su esperma para fertilizar los huevos de otro y es incapaz de autofertilizarse, favoreciendo de esta forma la variabilidad genética.
El apareamiento se produce justo después de la muda de la hembra. El macho monta a la hembra y deposita su esperma en el receptáculo de esperma de la hembra. La hembra puede almacenar el esperma durante varios meses antes de fertilizar los huevos. Los huevos de Lysmata son de color verde intenso y los llevan debajo del abdomen; eclosionan de noche y las larvas se convierten en parte del plancton. Después de una serie de mudas las larvas se asientan en el fondo, las cuales tendrán un aspecto adulto con sólo dos meses y medio y a los cinco ya tendrán la hermosa coloración que les caracteriza.

## Galería

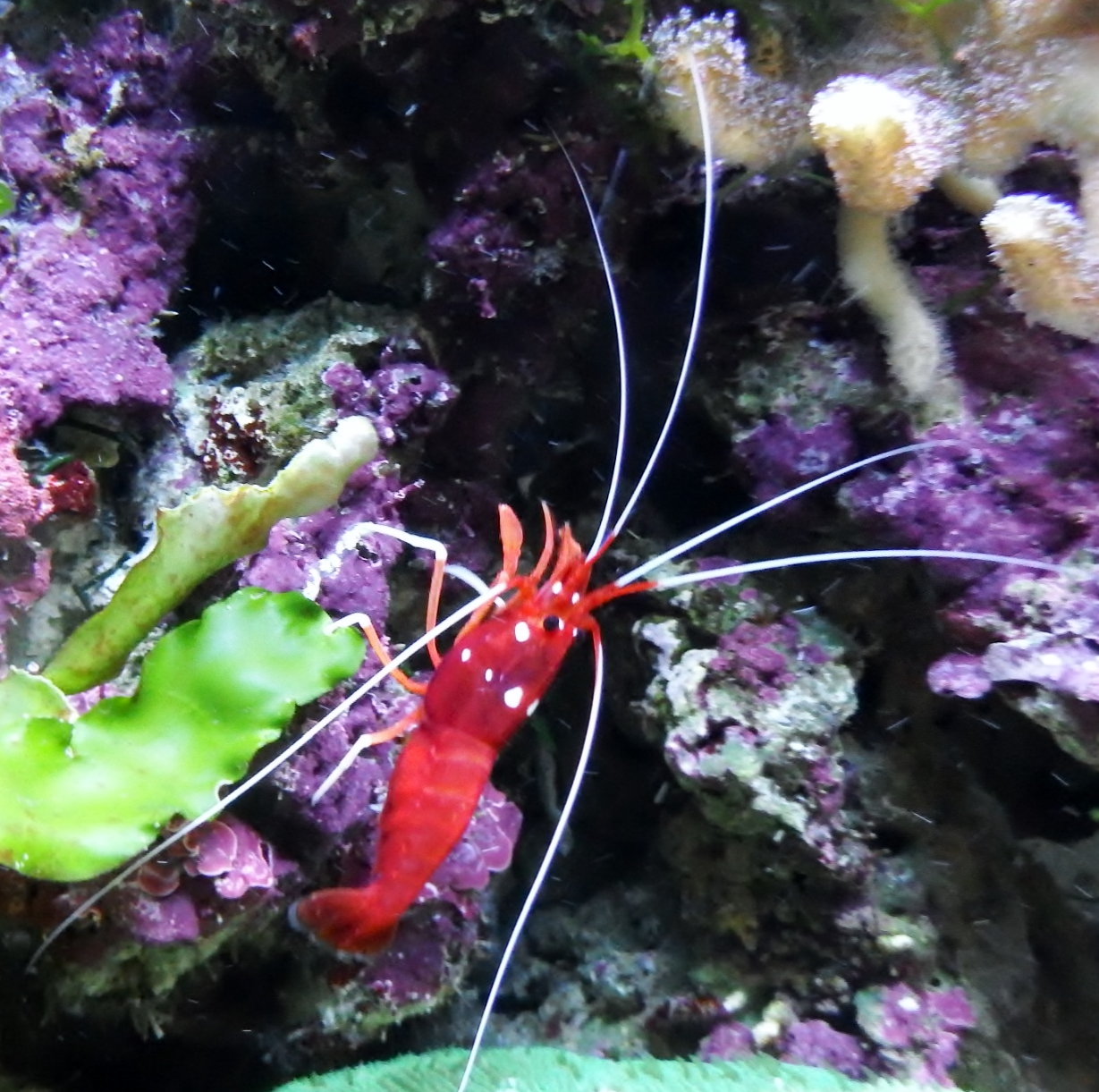
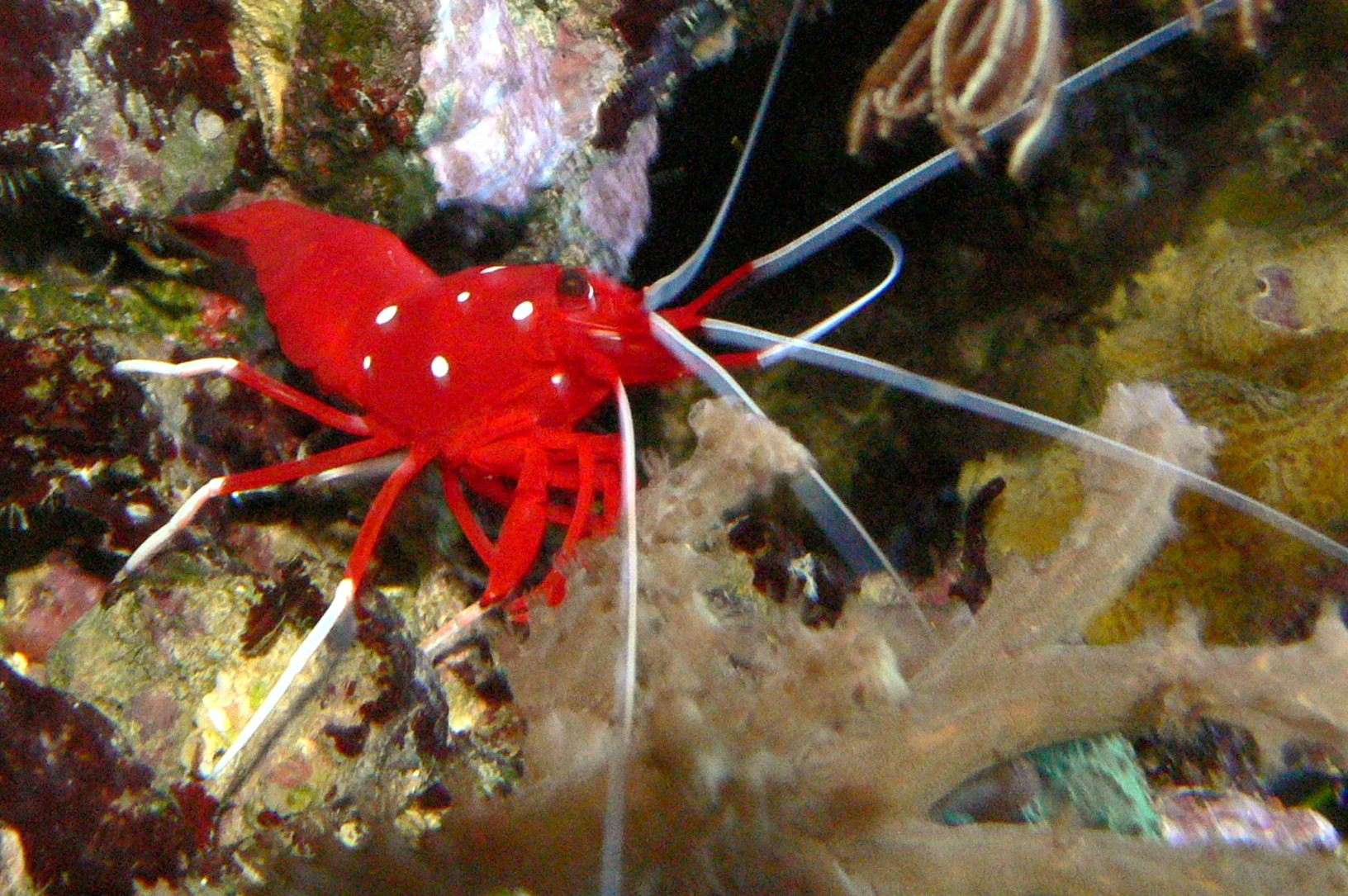
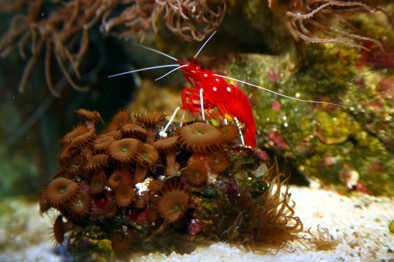
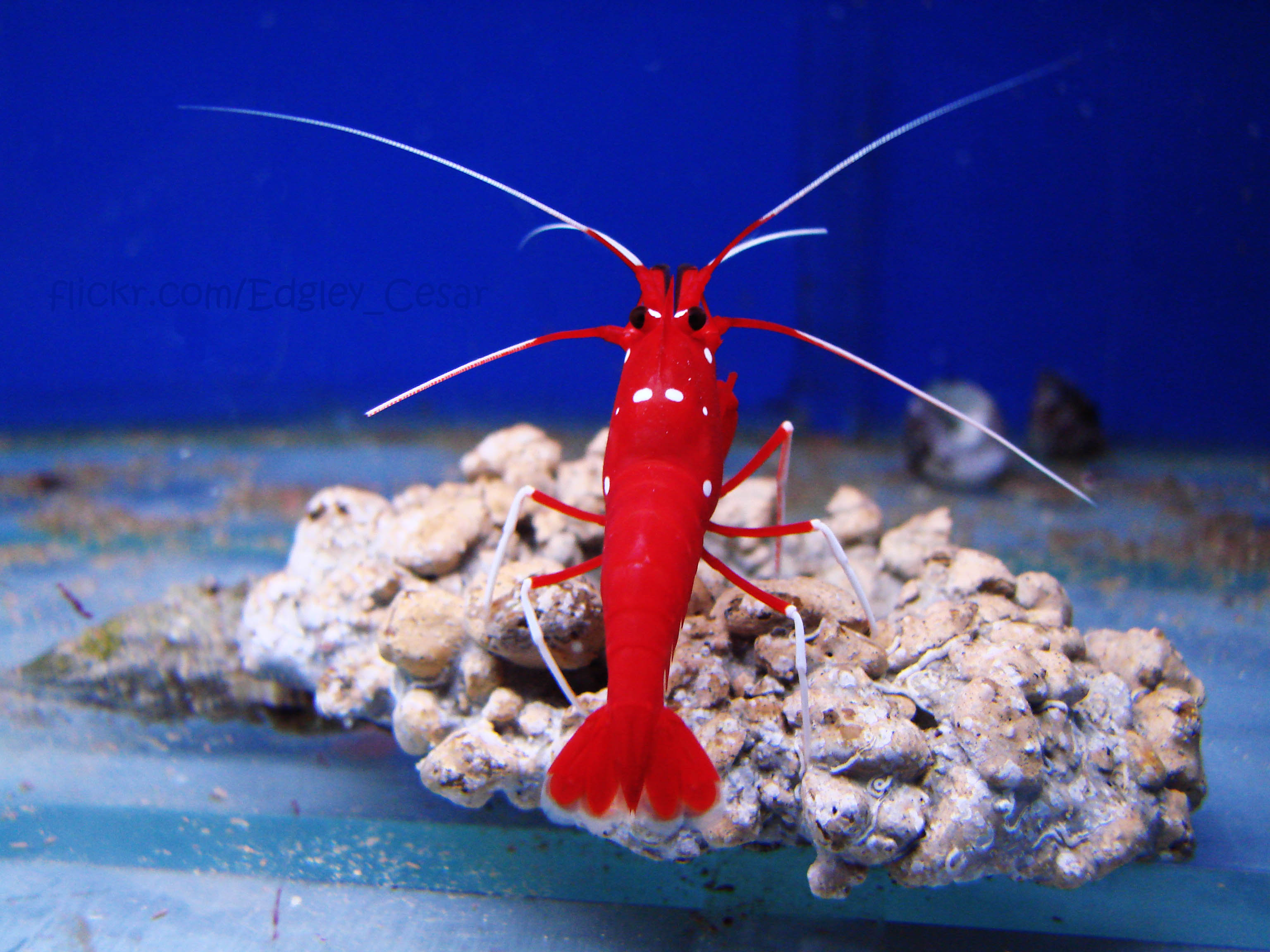
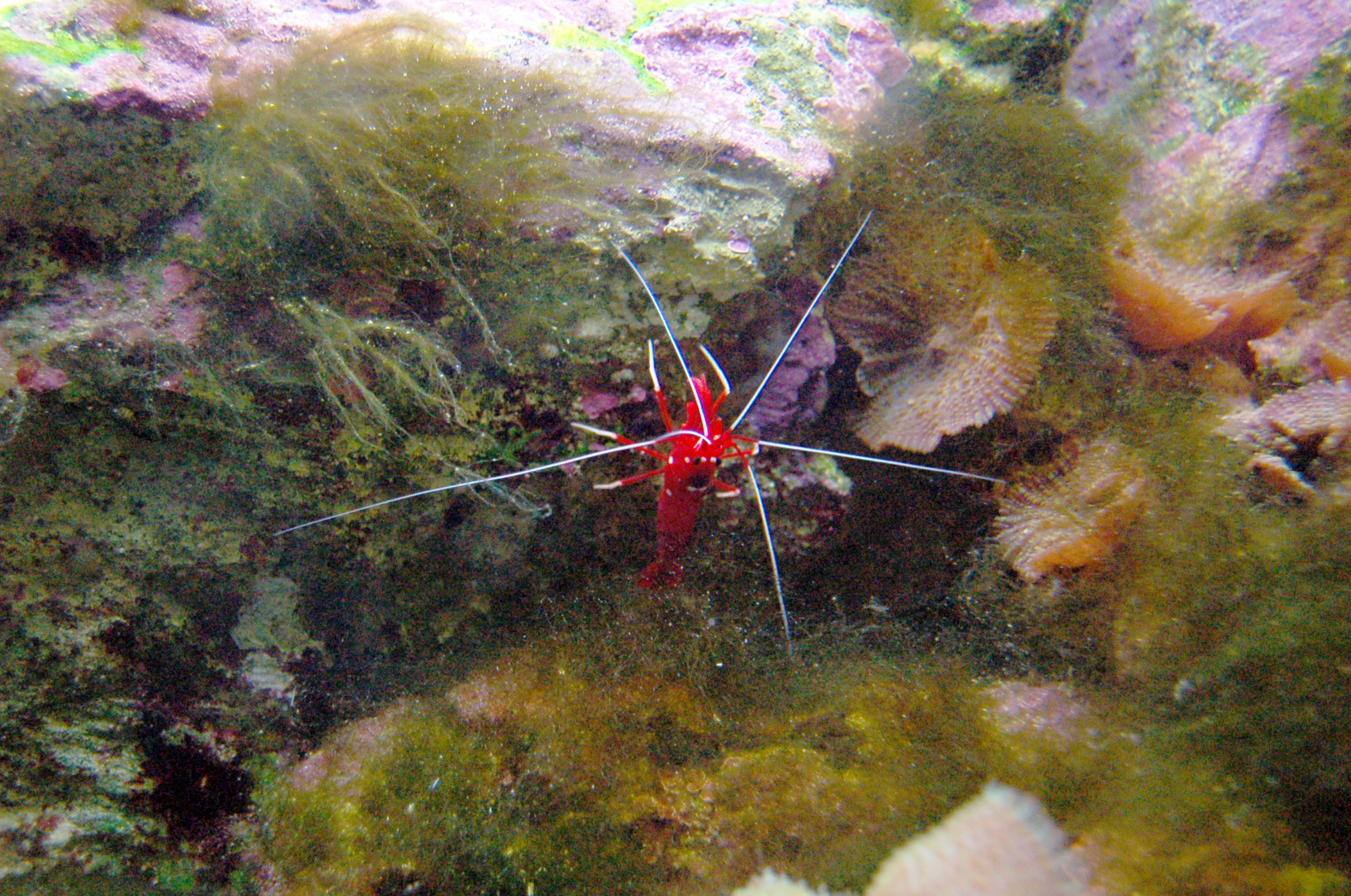
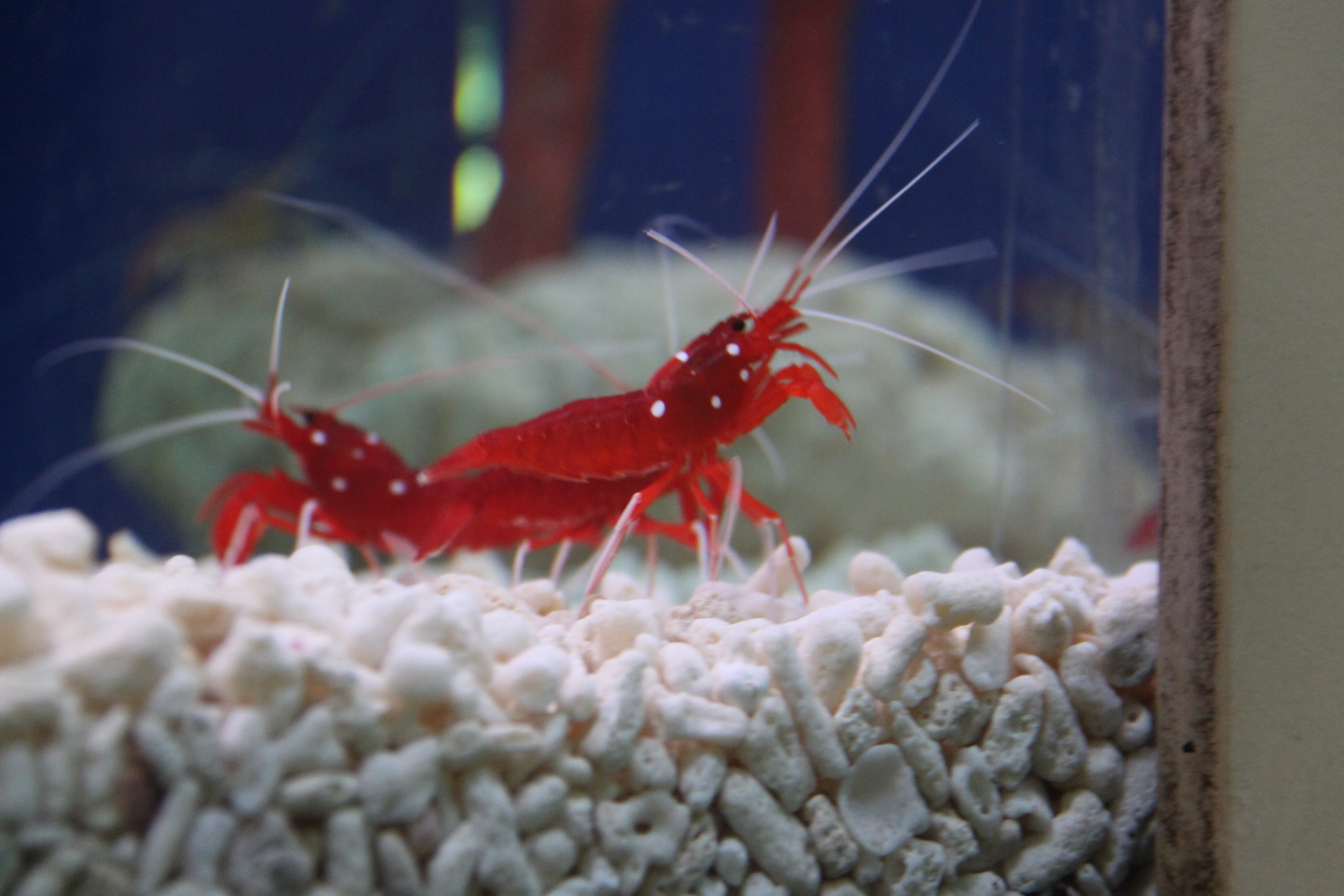